# Küefer-Martis-Huus

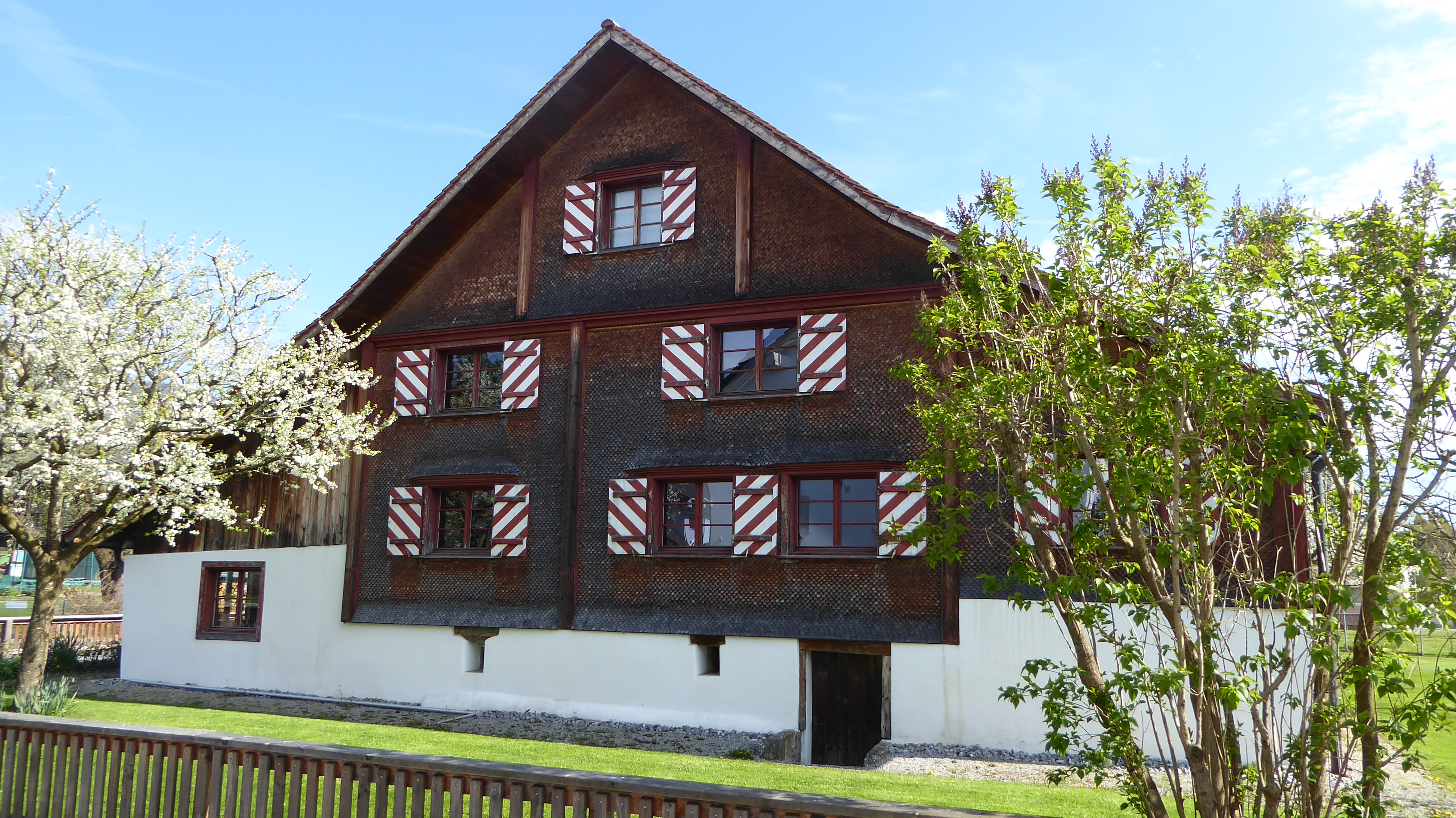
Küefer-Martis-Huus in Ruggell

Das Küefer-Martis-Huus ist ein 1731 erbautes Rheintaler Bauernhaus in der liechtensteinischen Gemeinde Ruggell. Seinen Namen erhielt es von Martin Biedermann, der es 1862 kaufte und den Beinamen Küefer Marti trug. Das Haus steht unter Denkmalschutz und dient seit 2002 als Museum und Kulturzentrum der Gemeinde Ruggell.

## Geschichte

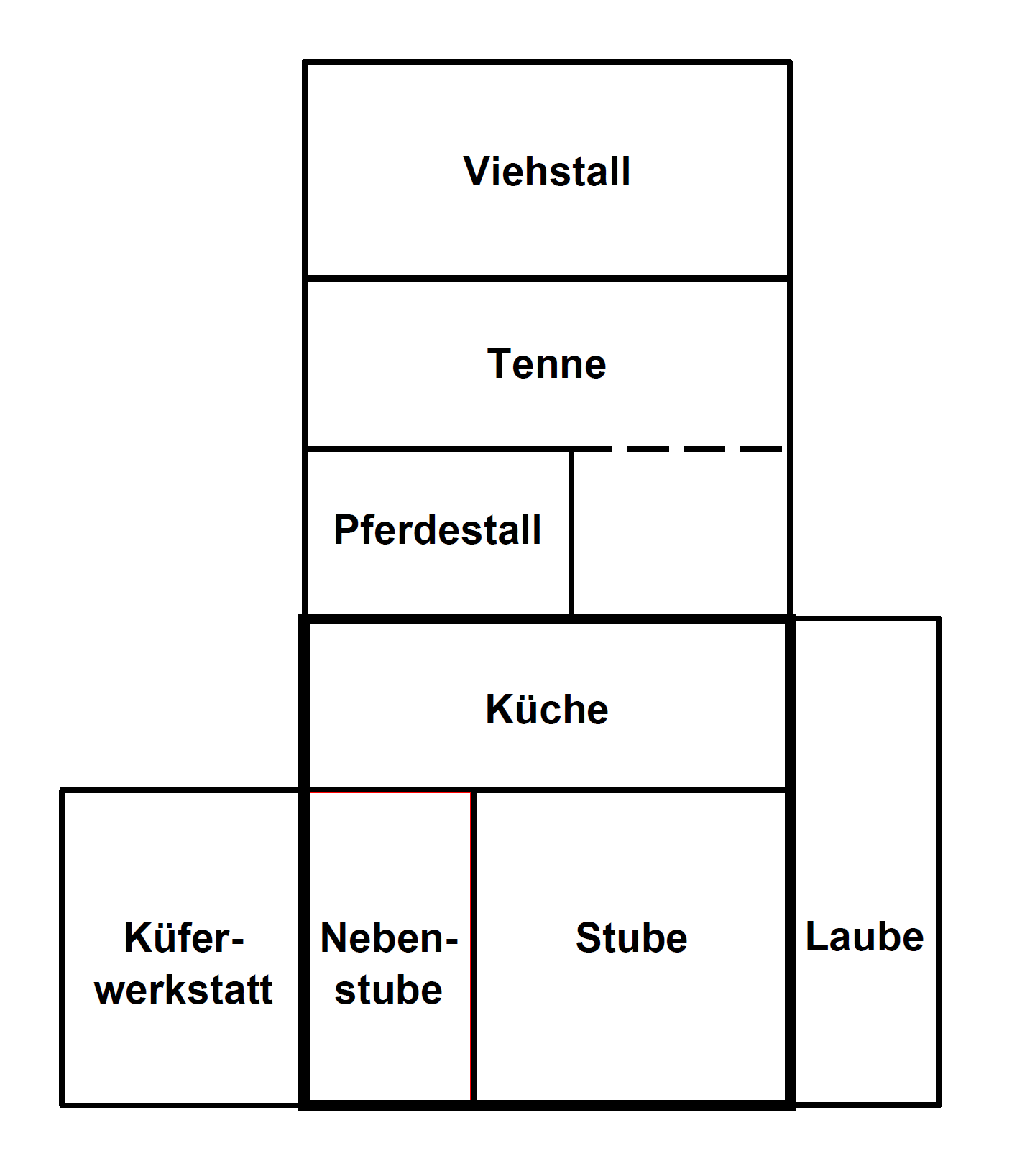
Grundriss des Küefer-Martis-Huus vor der Jahrtausendwende. Das Haus repräsentiert den im Liechtensteiner und St. Galler Rheintal verbreiteten Bauernhaustyp.

Erbaut wurde das Küefer-Martis-Huus 1731 als Barock-Bauernhaus. In der angebauten Stallscheune wurde über Generationen eine kleine Landwirtschaft im Nebenerwerb betrieben. 1862 veräusserte Johann Jakob Heeb das Haus an Martin Biedermann, der als Küefer Marti bezeichnet wurde. Der Name geht auf seinen Grossvater Josef Biedermann zurück, der als Küfer tätig war. Anstelle einer vorherigen weiteren Laube traufseits am Wohnhaus entstand im 19. Jahrhundert ein Anbau mit einer Küferwerkstatt.
Das bis 1993 bewohnte Haus wurde 1997 von der Gemeinde Ruggell erworben und im März 1999 unter Denkmalschutz gestellt. Die Stallscheune wurde abgerissen und durch das «Kulturtenn», einen modernen Bau mit Holz und Sichtbeton, ersetzt. Das aus Küche, Wohnstube mit Kachelofen und Schlafkammer bestehende Erdgeschoss wurde originalgetreu restauriert und mit alten Einrichtungsgegenständen versehen.

## Heutige Nutzung
Das Küefer-Martis-Huus dient der Gemeinde Ruggell als Kulturzentrum und Begegnungszentrum. Für die Organisation des Veranstaltungs- und Ausstellungsprogramms wurde eine Teilzeitstelle geschaffen. Inhaltlicher Schwerpunkt vieler Ausstellungen bildet angesichts der Nähe zum Rhein das Thema Wasser.

## Inneneinrichtung, Kulturtenn

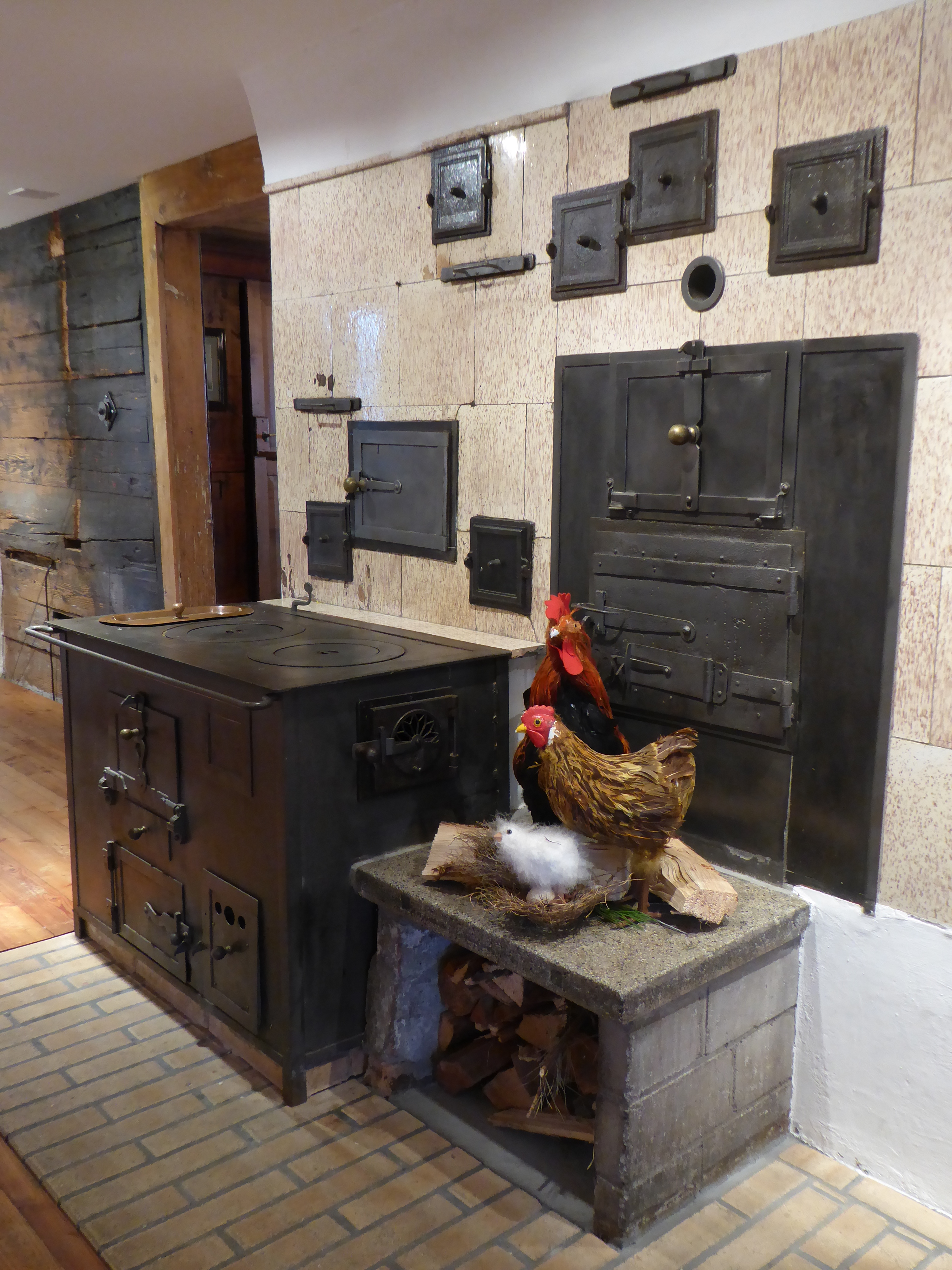
Küche mit Holzherd und Feuerungsöffnung des Kachelofens

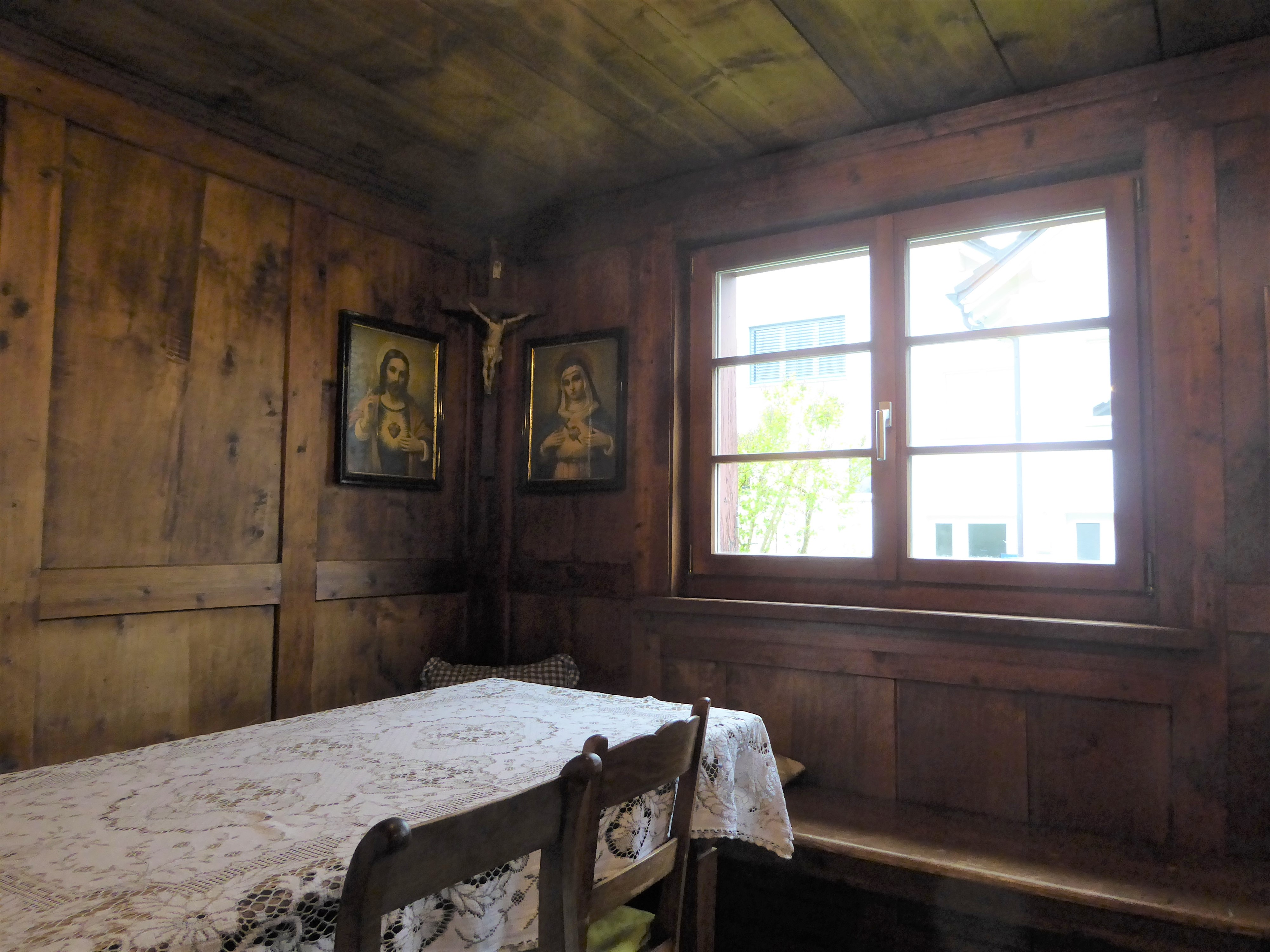
Stubentisch und Herrgottswinkel
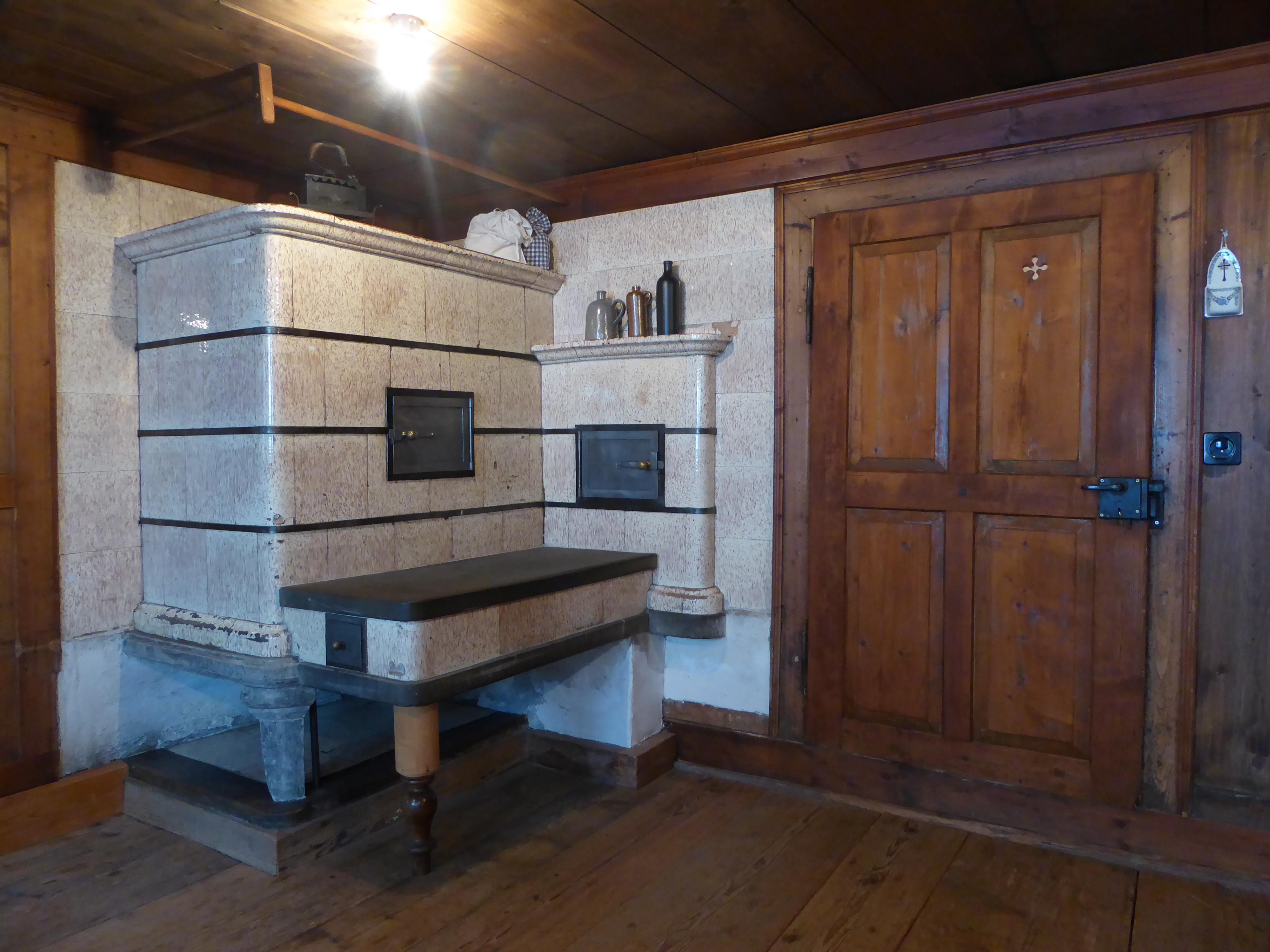
Kachelofen in der Stube
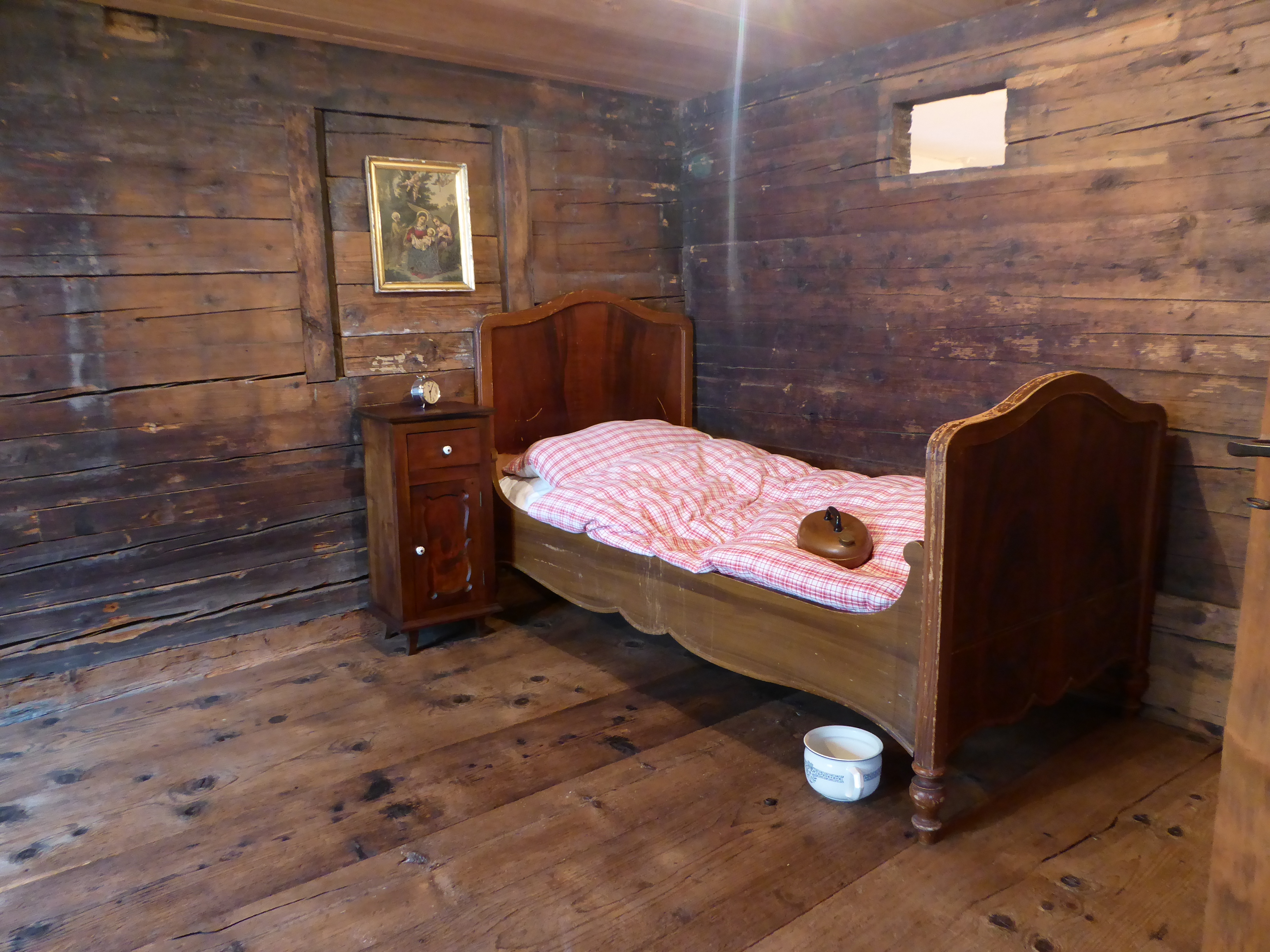
Als Schlafzimmer eingerichtete Nebenstube
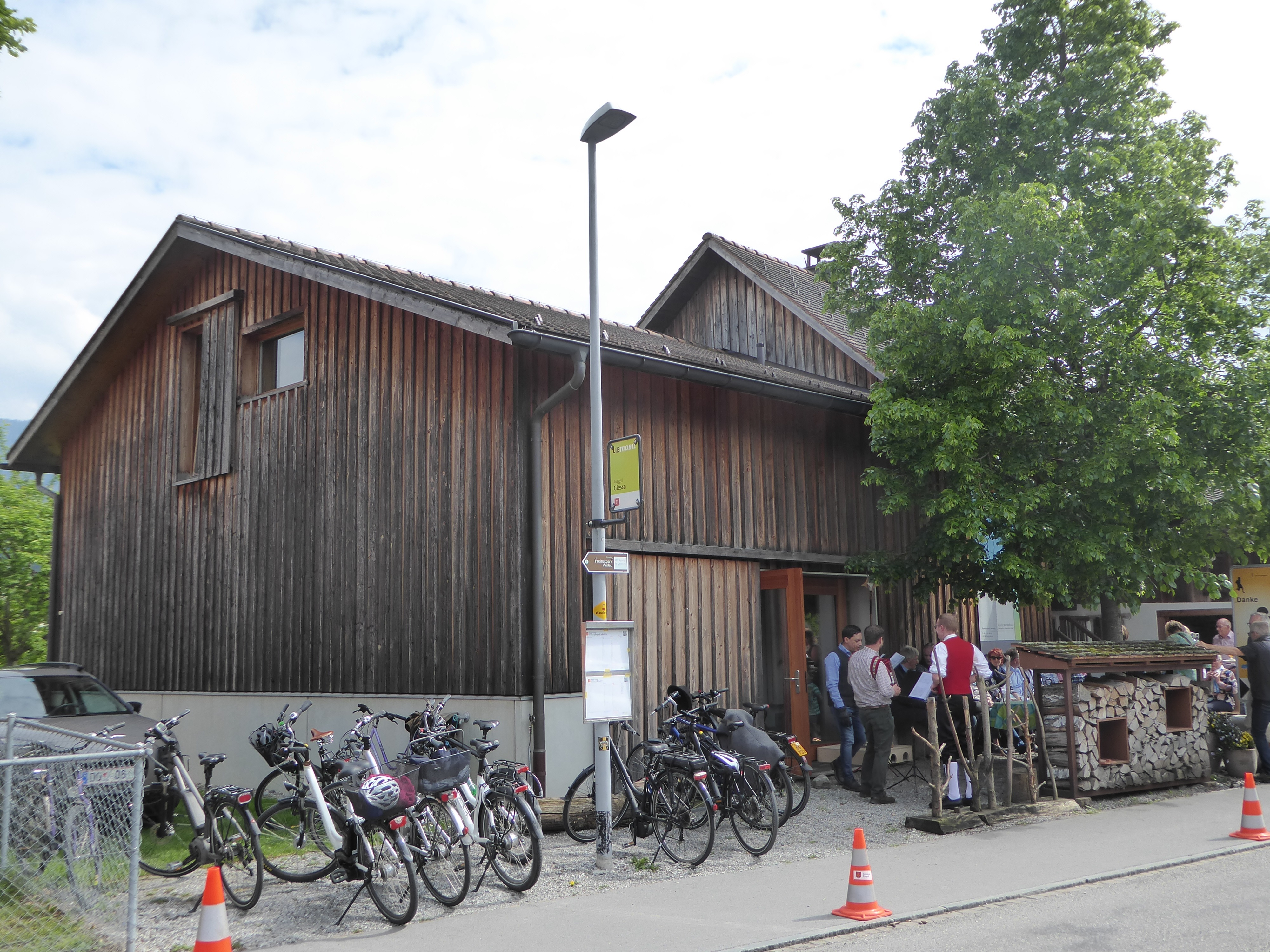
Aussenansicht des «Kulturtenns»